# خودروی تاکتیکی نمر
نمر (ببر) خانواده‌ای از خودروهای نفربر زرهی (APC) است که توسط شرکت صنعتی نظامی اردن به‌همراه شرکت گاز طراحی و توسط Nimr LLC در امارات متحده عربی تولید می‌شود. نمر به‌طور خاص برای عملیات نظامی در آب و هوای خشن بیابانی که در خاورمیانه یافت می‌شود طراحی شده‌است.